# Sycon quadrangulatum
Sycon quadrangulatum är en svampdjursart som först beskrevs av Schmidt 1868.  Sycon quadrangulatum ingår i släktet Sycon och familjen Sycettidae.
Artens utbredningsområde är Kap Verde. Inga underarter finns listade i Catalogue of Life.